# Rare Replay
Rare Replay — сборник из тридцати компьютерных игр, разработанных британской студией Rare и её предшественницей Ultimate Play the Game, выпущенный компанией Microsoft Studios в августе 2015 года эксклюзивно для консоли Xbox One. Компиляция представляет собой эмулируемые игры, выходившие на разные консоли — от ZX Spectrum до Xbox 360. Вся тридцатка сохранила свои функции и ошибки оригиналов с минимальными изменениями. В сборнике присутствуют упрощающие геймплей читы и режим «Snapshots», позволяющий пройти определённые испытания в некоторых играх. В качестве награды за прохождение игрок получает различные интервью о неизданных и вышедших играх и закулисные съёмки.
Идея составления сборника классики Rare к 30-летию студии появилась под влиянием функции обратной совместимости Xbox One и желания «связать прошлое и будущее». Студия перебрала 120 игр из своей коллекции, чтобы выбрать те, которые лучше всего отражают её творчество. Приоритет отдавался играм с оригинальными персонажами и сеттингом. Rare использовала четыре аппаратных эмулятора при составлении Rare Replay и активно сотрудничала с материнской компанией Microsoft для использования тогда ещё не анонсированной технологии обратной совместимости с Xbox 360.
Rare Replay получила в целом положительные отзывы от критиков. Основными плюсами сборника называли режим «Snapshots», дизайн компиляции и низкую цену, однако в качестве недостатков отмечались технические проблемы при эмуляции игр с Xbox 360 и установке сборника. Из отобранной тридцатки рецензенты отдавали предпочтение классике Rare на Nintendo 64, а Perfect Dark Zero, Grabbed by the Ghoulies и игры на ZX Spectrum оказались наименее привлекательными. Некоторые издания сетовали на отсутствие Donkey Kong Country и GoldenEye 007 из-за проблем с авторскими правами, в то время как другие посчитали, что сборник прекрасно обходится и без них. Критики сочли дополнительный архивной контент в виде интервью и закулисных съёмок одной из главных особенностей компиляции, даже несмотря на то, что он скрыт от игрока отнимающими время заданиями. Rare Replay стала первым бестселлером студии в Великобритании со времён Banjo-Kazooie 1998 года.

## Содержание
Rare Replay представляет собой сборник из тридцати видеоигр от Rare и их предшественника Ultimate Play the Game, разработанных за 30-летнюю историю студии на консолях от ZX Spectrum до Xbox 360, вплоть до Kinect Sports. Тридцатка охватывает множество жанров — файтинги, шутеры от первого лица, гонки, трёхмерные платформеры и различные симуляторы. При запуске сборник встречает игрока музыкальным номером с участием персонажей Rare. У каждой игры есть своя страничка с вариациями музыкальной темы. Сам игровой процесс игр остался практически неизменённым, с толь лишь разницей, что Rare добавили несколько дополнительных функций к более старым играм. Игрок может переключать внешний вид линий и «перематывать» геймплей до десяти секунд в играх с Nintendo 64. Помимо этого, в Rare добавили читы на бесконечные жизни и исправили серьёзную ошибку в Battletoads, из-за которой игру было практически невозможно пройти. Режим «Snapshots» представляет собой небольшие уровни старых игр с различными заданиями, вроде сбора определённого количества очков за определённое время. Некоторые уровни включаются последовательно по списку воспроизведения. К старым раритетам добавили специальный дополнительный фильтр, имитирующий кинескоп «пожилых» ЭЛТ-телевизоров и слегка размывающий картинку для погружения в ретро-атмосферу.
Эмуляция игр с ZX Spectrum сохранила технические особенности оригинального оборудования. Например, скорость рендеринга графики колеблется в зависимости от количества элементов, которые устройство должно обработать на экране. Эмуляция с Nintendo 64 улучшила полигональный рендер и частоту кадров. Девять игр с Xbox 360 устанавливаются на Xbox One отдельно от приложения Rare Replay и требуют онлайн-активацию для прохождения в автономном режиме. Игры с 360 на One позволяют обмениваться достижениями и прогрессом благодаря облачной синхронизации Xbox Live. В Rare Replay такие игры, как Banjo-Kazooie, Banjo-Tooie и Perfect Dark, являются портированными версиями. Для Conker’s Bad Fur Day Rare предпочла оригинал ремейку — Conker: Live and Reloaded 2005 года. Grabbed by the Ghoulis изначально работает на Xbox One, поскольку портированная версия имеет улучшенную кадровую частоту и разрешение дисплея. Кроме того, локальные и онлайн-многопользовательские режимы оригиналов сохранены вместе со всем загружаемым контентом. Из-за проблем с авторскими правами в Rare Replay не попали такие игры, как Donkey Kong Country и GoldenEye 007. В январе 2023 года было выпущено переиздание GoldenEye, и все владельцы цифровой копии сборника получили игру бесплатно. Некоторые игры также получили мелкие правки, отражающие владение Microsoft студии Rare, вроде удаления логотипа Nintendo и отсутствие композиции из Blast Corps, которая впервые появилась Donkey Kong Land.
Раздел «Rare Revealed» включает в себя более часа закулисных съёмок, посвящённых как разработанным играм студии, так и неизданным. Игрок выполняет внутриигровые задания по сбору марок, повышающих ранг и открывающих различные бонусы; чтобы собрать абсолютно все марки, игрок должен завершить все тридцать игр и уровни в «Snapshots». Rare Replay автоматически переносит прогресс в играх Xbox 360 в Xbox One. В различных документальных фильмах фигурируют работающие на тот момент и бывшие сотрудники Rare, однако её основатели, Братья Стэмпер, не появляются. В «Rare Revealed» представлены кадры геймплея из нескольких невышедших игр; например, была показана приключенческая игра с открытым миром Black Widow, в которой игрок управляет паукообразным роботом, вооружённым ракетами. Ожидалось, что этот паук должен был появиться в неизданном продолжении Kameo, которое должно было быть с более «тёмной» атмосферой, чем первая часть. Помимо этого, в документалках была показана The Dast and the Furriest — духовный наследник Diddy Kong Racing, но с кастомизацией машин и изменёнными трассами. Из оригинальной отменённой интеллектуальной собственности были продемонстрированы прототип симулятора выживания Sundown и авиасимулятора Tailwind. В «Rare Revealed» также показаны не вошедшие музыкальные темы к играм, концепт-арты и различные мелочи, стоящие за созданием игрового дизайна; например, дизайн персонажей Blast Corps или переделка звуковых эффектов Killer Instinct. На официальном YouTube-канале студии также были показаны другие моменты, не попавшие в «Rare Revealed».

## Разработка и выход
Rare приступила к Rare Replay в октябре 2014 года в преддверии грядущего 30-летия студии. Кодовое название сборника было Pearl — в честь традиционной темы подарков на юбилей. Британская студия хотела сделать что-то уникальное, что они считали редкой вехой в индустрии видеоигр, а также отпраздновать 25-летие креативного директора Грегга Мэйлза. На составление сборника также повлияли многочисленные просьбы комьюнити перенести свою классику на Xbox One и прогресс работы Microsoft над функцией обратной совместимости на Xbox One. Сборник был лишь одной из нескольких идей для празднования юбилея, и как только студия решилась на составление Replay, тема «30 лет» привела к ограничению на 30 игр и ценнику в 30 долларов США. На ранней стадии составления компиляции студия именовала её как Rare: Ultimate Collection, намекая на предшественницу студии — Ultimate Play the Game. Как отражение характера компании и их праздника, Rare выбрала в качестве оформления сборника театральный стиль с элементами бумажного моделирования. Выбранный художественный стиль и использование 2D-графики также позволили разработчикам быстрее создавать и внедрять новые ресурсы в довольно сжатые сроки разработки. Rare Replay стал частью плана студии одновременно отпраздновать своё прошлое и представить своё будущее — Rare провела редизайн своего логотипа, представила новый веб-сайт и анонсировала Sea of Thieves.
Чтобы выбрать 30 игр, Rare пришлось отсмотреть 120 проектов из своей коллекции и оценить каждую из них на пригодность; в итоге приоритет был отдан играм с оригинальной интеллектуальной собственностью, исключив проекты по лицензии. При подборке студия рассматривала ещё фактор увлекательности и «играбельности» по современным меркам, желая получить репрезентативную выборку «популярных игр, соответствующих тому ностальгическому ритму, который понравится всем». Решение о том, какие версии некоторых из самых популярных проектов студии следует добавить в сборник, стало темой многочисленных дискуссий в команде разработчиков. Rare добавила в Replay обновлённые версии Banjo-Tooie, Banjo-Kazooie и Perfect Dark с Xbox 360 вместо их оригиналов с Nintendo 64 — по словам разработчиков, различные улучшения в ремастерах для Xbox были очень ценными даже для пуристов из команды. В то же время, в компиляцию включили оригинальную игру с Nintendo 64 Conker’s Bad Fur Day вместо ремейка Conker: Live & Reloaded, который «сильно отошёл от оригинала». Пока составители Rare Replay работали над сборником, другие члены и ветераны Rare вспоминали множество историй разработки. Кроме основного списка разработчики подумывали о включении в Replay прототипов не выпущенных ранее игр Black Widow и Kameo 2, но из-за сжатых сроков их добавили исключительно в документальные ролики «Rare Revealed». Все интервью для документалки с нынешними и бывшими членами Rare были записаны в начале 2015 года. Из-за нехватки времени и места на физических носителях некоторые ролики «Rare Revealed» были опубликованы на официальном YouTube-канале Rare. Планировался отдельный ролик, посвящённый созданию GoldenEye 007, пока в 2019 году он не утёк в интернет.
В отличие от обычного цикла разработки продукта, большая часть работы по Rare Replay заключалась в объединении 30 игр с шести разных платформ в один диск. Проблема заключалась в количестве эмулируемых игр и платформ, а не в самих усилиях по эмуляции. Rare тесно сотрудничала с материнской компанией Microsoft, которая тайно разрабатывала функцию обратной совместимости для Xbox One — именно эту технологию Rare использовали при работе над Replay. Microsoft помогала с выпуском девяти игр студии с Xbox 360. Их прекращённая онлайн-составляющая не была восстановлена даже для сборника. Работой над эмуляцией игр с ZX Spectrum руководил Гэвин Томас — один из разработчиков Microsoft, который несколько лет назад создал свой собственный эмулятор Spectrum. Code Mystics, ранее портировавшие Killer Instinct и Killer Instinct 2 на Xbox One, помогали в эмуляции игр с NES, Nintendo 64 и аркадных автоматов. Ведущий геймдизайнер сборника Пол Коллинз добавил, что режим «Snapshots» был создан для того, чтобы побудить игроков опробовать абсолютно все игры, а функция перемотки поможет игрокам с прохождением, не впадая в отчаяние. Вступительный музыкальный номер сборника был добавлен, чтобы рассказать музыкальную историю творчества компании и вызвать у игроков чувство ностальгии, он содержит несколько «пасхалок».
Rare Replay была официально анонсирована в июне на пресс-конференции Microsoft на E3 2015 года. Информация о сборнике просочилась в интернете буквально за несколько часов до начала мероприятия. Replay вышел по всему миру 4 августа эксклюзивно на Xbox One. Каких-либо планов по добавлению загружаемого контента или портированию на Windows 10 у разработчиков нет. Кроме того, представители Microsoft и Rare заявили, что тридцатка не выйдет на Wii U. Несмотря на то, что братья Стэмпер не принимали участие в Rare Replay, Тим Стэмпер дал интервью журналу Develop, приуроченному к выходу компиляции. В дальнейшем Rare добавили ограниченный по времени бонус всем игрокам Killer Instinct 2013 года, купившим сборник, — им открывался персонаж из Battletoads Раш. 25 июня 2019 года Rare Replay стала частью подписки Xbox Game Pass, и все игры с Xbox 360, кроме Jetpac Refuelled, получили улучшения картинки для запуска на Xbox One X в разрешении 4K. В сентябре 2022 года Rare анонсировали переиздание GoldenEye 007 на Xbox One, и всем владельцам сборника он достанется бесплатно после его релиза. 27 января 2023 года GoldenEye была выпущена для Xbox One и Xbox Series X/S и стала доступна по подписке Game Pass; владельцы цифровой копии Rare Replay получили переиздание бесплатно. Главный инженер Rare Джеймс Томас во время стрима на Twitch заявлял, что после релиза Rare Replay были идеи о включении в сборник ещё нескольких видеоигр разработчиков — одной из таковых он называл Taboo: The Sixth Sense.

## Отзывы критиков и продажи
| Сводный рейтинг       | Сводный рейтинг |
| Агрегатор             | Оценка          |
| --------------------- | --------------- |
| GameRankings          | 86,06 %         |
| Metacritic            | 84/100          |
| Иноязычные издания    |                 |
| Издание               | Оценка          |
| Eurogamer             | Рекомендовано   |
| Game Informer         | 8,8/10          |
| IGN                   | 9/10            |
| Polygon               | 8/10            |
| USgamer               | [ 4 ]           |
| Русскоязычные издания |                 |
| Издание               | Оценка          |
| 3DNews                | 10/10           |
| «IGN Россия»          | 9/10            |
| PlayGround.ru         | 9/10            |

Rare Replay получила «в основном положительные отзывы», согласно сайту-агрегатору Metacritic. Рецензентам больше всего понравилась довольно низкая цена за очень ценное предложение. Многие игры, включённые в сборник, уже были легендарны в свои годы, так что геймеры, заставшие оригиналы в момент их выхода и признания, вряд ли будут прислушиваться к критическим отзывам.
Рецензенты отмечали качество и мастерство дизайна тридцатки. Джаз Ригналл из USgamer был впечатлён презентацией Replay и балансом между изысками и эффективностью, а Дэн Уайтхэд из Eurogamer посчитал, что театральное оформление сборника соответствует характеру Rare. Критики посчитали Rare Replay «вершиной» подобных игровых компиляций — редакция Kotaku назвала её лучшей со времён The Orange Box от Valve. Джереми Пэриш из USgamer посчитал, что оформление в стиле Mega Man Legacy Collection и Criterion Collection более достоверно отражает оригинальный материал. Крис Плант из The Verge заметил небольшие аппаратные улучшения и штрихи в ретро-играх.
Бо́льшая часть комментариев критиков была сосредоточена на составе сборника — по их мнению, и новые, и старые проекты найдут своих поклонников, чтобы перевесить ненужные. Из тридцатки журналисты выделили Blast Corps, Banjo-Kazooie: Nuts & Bolts, игры Viva Piñata и классику с Nintendo 64 — Banjo-Kazooie, Conker и Perfect Dark. Наименее привлекательными оказались Perfect Dark Zero, Grabbed by the Ghoulies и игры со Spectrum — последние состарились больше всех. В защиту игр со Spectrum выступала редакция Ars Technica — они показали экспериментальную и нерафинированную сторону студии. Многие критики сожалели о проблемах с лицензированием некоторых игр, в результате чего в Rare Replay не попали самые лучшие игры Rare — Donkey Kong Country, Diddy Kong Racing и GoldenEye 007, хотя находились и те, кто отмечал, что сборник хорошо чувствует себя и без них. В сборник также не попали спортивные игры для Kinect, игры из франшиз Nintendo, релизы эпохи Super Nintendo и «клонов Mario Kart». Такие пробелы, по мнению Стефена Тотайло из Kotaku, не позволяют игроку понять Conker как резкую «ответку» на «милашек» из игр Nintendo. Несмотря на это, критик из Ars Techinca похвалил Microsoft за их способность договариваться с другими издателями, такими как Nintendo, Electronic Arts, Tradewest и Milton Bradley. Дэн Уайтхэд был удивлён последовательным стилем подборки и сравнил наследие Rare с наследием Cosgrove Hall Films. Тотайло расценил компиляцию как «реабилитацию имиджа компании», которая должна ознаменовать возвращение Rare к созданию «глубоких и смелых игр» в соответствии с их исторической репутацией.
Рецензенты посчитали, что архивный игровой контент в виде интервью разработчиков и демонстраций неизданных игр является одной из лучших «фишек» сборника. Тем не менее, некоторые были разочарованы тем, что она «заблокирована» отнимающими кучу времени внутриигровыми задачами. Сэм Мачкович из Ars Technica заявил, что «застрял» на полпути при открытии контента из-за коллекционирования марок, что сделало доступ к кадрам неизданных игр особенно труднодоступным. Стивен Тотайло также потерял интерес к сборнику из-за марок, назвав их сбор «самой отвратительной шуткой» тридцатки. Некоторые рецензенты посчитали дополнительные материалы даже более важными, чем отдельные игры; рецензент Polygon назвал бонусный контент «важной частью игровой истории», но вот Тотайло же замечал, что в нём отсутствует прямая история компании и не упомянуто сотрудничество с Nintendo. Уайтхэд задавался вопросом, почему игры эпохи Ultimate Play the Game, вроде Mire Mare, были проигнорированы в документалках. Мачкович назвал Rare Replay «мемориалом студии», поскольку Rare стала «тенью самой себя», отмечая, что её финальные игры совпадают с уходом братьев Стэмпер из студии. Рецензенты заметили, что их отсутствие в сборнике заметно.
Рецензенты высоко оценили функцию «перематывания» геймплея и возможность повторно воспроизвести некоторые уровни из игр ZX Spectrum и NES, которые были в своё время известны своей высокой сложностью. Тотайло посчитал, что Rare добавили в сборник читы, чтобы «эзотерические» и «жёсткие» игры со Spectrum были «терпимыми», а в обзоре Ars Techinca отмечали, что функция «перемотки» хорошо применяется в играх с Nintendo 64. Критики высоко оценили режим «Snapshots» — по словам редакции Polygon, он имеет решающее значение в изучении базовых игровых механик. Рецензенты жаловались, что управление игр со Spectrum понять трудно. Критик из Ars Techinca писал, что в сборнике очень плохо расписано управление на геймпаде, задав вопрос, почему Rare не добавила вводный или обучающий видеоролик. Чтобы понять элементы управления, он обращался к видео на YouTube и форумам. Дэн Уайтхэд из Eurogamer и Мачкович разошлись во мнениях относительно преимуществ эмуляции Spectrum, в котором сохранились графические сбои с оригинальной консоли. Джаз Ригналл из USgamer высоко оценил возможность сохранять игровой процесс для классики со Spectrum в любой момент и добавил, что Replay напомнит игрокам, какими сложными были игры раньше.
Эмуляция Nintendo 64 получила положительный отклик. Сэм Мачкович из Ars Technica писал, что обновления в полигонах компенсировали «размытый» и «пиксельный» исходный материал, хотя многопользовательским режимам Nintendo 64 не хватает улучшений кадровой частоты. Тотайло отметил, что на Xbox One вышло больше переизданий с 64, чем в сервисе Virtual Console для Wii U в своё время. Он посчитал внутриигровые подсказки управления на геймпаде Xbox One «восхитительными анахронизмами». Мачкович оценил выбор Rare версии Conker’s Bad Fur Day для Nintendo 64 — обновлённое переиздание для Xbox подвергался цензуре. В предрелизных обзорах отмечали, что в Jet Force Gemini не работает двойное нажатие на джойстик — данную ошибку исправили на выходе. Сэм Мачкович посчитал, что игры Rare под крылом Microsoft — самые слабые из всех, но Уайтхэд назвал их более приятными в контексте сборника. Рецензенты отметили, что в играх с Xbox 360 присутствуют проблемы с кадровой частотой и технические недостатки, а также что они загружаются отдельно от приложения Replay. Филип Коллар из Polygon назвал процесс установки игр с 360 «чересчур сложным», а Марти Сливе из IGN отмечал, что из-за того, что они загружаются по отдельности, это нарушает целостность компиляции.
На момент проведения E3 2015 года, сборник была самой предзаказываемой игрой на сайте Amazon. После выхода, Rare Replay возглавила чарты Великобритании всех форматов, став первым эксклюзивом Xbox One, добившимся данного результата, и первой игрой для Rare после Banjo-Kazooie 1998 года. Replay также стала первой бюджетной игрой с высокими продажами со времён Wii Fit Plus, пока неделей позже она не опустилась на шестое место. Компиляция стала шестой самой продаваемой игрой на территории Северной Америки за август. Редакция сайтов Игры Mail.ru и «Игромания» включала Rare Replay в список лучших и интересных игр месяца.